# Margit Kovács
 (janvier 2025).
Margit Kovács est une céramiste et sculptrice hongroise née le 30 novembre 1902 à Győr et morte le 4 juin 1977 à Budapest, en Hongrie.

## Biographie
Orpheline d'un père enseignant alors qu'elle est encore une enfant, sa mère devient directrice d'un pensionnat de garçons. Malgré cela, elle se rend compte  combien il est difficile de joindre les deux bouts. Son talent artistique apparaît très vite. Dans la rue où elle habite, un constructeur de poêles (en Hongrie certains poêles sont recouverts de céramiques comme les kachelofes en Alsace) remarque son talent artistique et la familiarise avec l'argile qui va devenir la matière qu'elle va utiliser tout au long de son existence.
Après avoir quitté l'école secondaire, elle essaie de travailler dans une banque pour gagner sa vie mais sa famille se rendant compte que cela ne correspond pas à sa vocation décide de ne renoncer à aucun effort, aucune dépense pour lui permettre de faire des études artistiques à Budapest. Elle les commence Almos Jaschik (hu), un célèbre dessinateur influencé par l'art nouveau, qui avait ouvert une école privée en 1920. Elle y reste quatre ans, de 1922 à 1926 et imprégnée de la maxime du maître «La beauté est notre pain quotidien» elle honore des commandes pour des affiches, des emballages, des illustrations, des enluminures, des reliures et des jaquettes de livres. En outre, avec une amie, Judit Kende (hu) qui deviendra céramiste comme elle, elle se rend dans l'atelier du collège des arts appliqués à Budapest pour y peindre sur de la porcelaine mais cela ne l'attire guère.
En 1926, elle quitte l'école de Jaschik, pour se rendre à Vienne, en Autriche, afin de profiter des cours de céramique de Michael Powolny, professeur au collège des arts appliqués, mais celui-ci ne pouvant l'admettre dans sa classe faute de place la présente à Hertha Bucher (de). Elle passe près de deux ans avec elle dans son  petit atelier de poterie installé dans une vieille maison de la Mozart Gasse  à Vienne où, en compagnie de quatre ou cinq élèves, elle pétrit l'argile du matin au soir à la manière de son professeur sur un tour de potier tout en se familiarisant à l'utilisation de vernis fluides. Lorsqu'elle a du temps libre elle visite les musées pour prolonger ses études et satisfaire sa curiosité pour l'art de la Grèce antique et de Rome. Mais par-dessus tout elle aime la splendeur du gothique et l'atmosphère de la Cathédrale Saint-Étienne de Vienne.
Elle quitte la capitale autrichienne en  1928 pour se rendre à Munich développer ses compétences en s'inscrivant aux cours de sculpture, essentiellement religieuse, de Karl Killer et aux cours de céramique d'Adelbert Niemeyer (de), à l'école royale des arts appliqués. Déjà, la même année, les productions qu'elle avait réalisées pendant ses études à Vienne sont assez appréciées pour pouvoir être exposées en 1928 à la galerie Tamas (hu) à Budapest et à la 398e exposition collective de juin au Salon national (hu) où elle expose entre autres des tasses noires et jaunes, un vase bleu décoré de raisins jaunes, un vase avec cerf, un chandelier  avec trois figures animales, un autre à trois branches avec deux animaux, un troisième en forme de canard, un plat orné de motifs en relief et pouvant être insérée dans un mur, une tuile représentant une femme agenouillée qui obtiennent des éloges du critique du Magyar Iparmüvészet (hu).
Après avoir passé une année à Munich, elle revient en Hongrie, à Győr puis à Budapest où elle commence à fréquenter d'autres artistes hongrois. Malgré des conditions matérielles défavorables elle persiste : dans le petit appartement qu'elle loue, la cuisine qui lui sert d'atelier n'a pas de four pour cuire ses poteries mais sa mère l'aide beaucoup. Elle survit d'autant plus difficilement que sa clientèle se limite aux professions libérales.
En 1930 elle remporte un 1er prix à la 4e exposition internationale des arts-appliqués à Monza où elle présente des œuvres en forme de lions ou de coqs, des chandeliers à quatre branches avec des cerfs et des chandeliers à deux branches avec des renards. L'année suivante, elle réalise, pour la première fois, une commande pour l'office municipal de tourisme de Budapest un haut relief de forme circulaire «Activités traditionnelles» et pour la première fois, aussi, souvent en relation avec l'histoire sainte, des personnages en terre façonnée à la main apparaissent dans sa production : ainsi sa première figurine en poterie moulée à la ronde est exposée pendant l'été 1931 à la société des arts appliqués. De plus l'État commence à lui acheter des œuvres et l'on peut voir des illustrations représentant ses créations dans la revue "Magyar Iparmüvészet". 
En 1932 elle va à Copenhague pour étudier sous la direction de Jean René Gauguin, le fils de Paul Gauguin, un céramiste et un sculpteur doué qui travaille à la Royal Copenhagen. Celui-ci n'est pas intéressé par l'enseignement mais lui conseille de se rendre à Paris. Après avoir travaillé avec J. P. Willumeen pendant quatre mois, elle suit les recommandations de Jean René Gauguin.
Elle se rend dans la capitale et visite la Manufacture nationale de Sèvres où travaille celui qui l'a poussée à s'y rendre. Elle présente des photographies de son travail au directeur qui impressionné lui signe un contrat de plusieurs mois. C'est là qu'elle apprend à façonner la chamotte qui va lui permettre de créér de nouvelles formes plus grandes et plus complexes. De 1932 à 1945 elle travaille sur des thèmes religieux d'autant plus que la plupart des commandes importantes sont faites par l'église catholique romaine. À la 4e triennale de Milan, en 1933, alors qu'elle n'a que trente et un ans, elle acquiert une reconnaissance internationale en recevant une médaille d'argent pour son exposition. En 1933-1934, à Sèvres, elle réalise «La Fille aux joues charnues», une figurine en terre cuite, sa première  d'une longue série.
En 1935 ses œuvres sont rassemblées dans une exposition qui montre l'étendue des techniques qu'elle maîtrise et la même année, elle abandonne l'utilisation d'émaux craquelés. À cette époque, depuis 1932 et jusqu'en 1945, pour répondre à la demande qui augmente (En 1936, elle a déclaré avoir été chargée de fabriquer des articles pour l'Amérique) son travail se diversifie et sert à la décoration de murs de bâtiments (par exemple «Histoire de la poste»), de niches («Saint Florian» pour la maison de Gyula Kaesz (hu)), de vestibules, de cheminées avec de petits sujets en relief dont beaucoup sont destinés à l'Église catholique romaine. En 1938, lors de la première expositione des arts appliqués à Budapest, elle obtient la médaille d'or, en 1939, la médaille d'argent de la sixième triennale de Milan pour un poêle ornemental pour lequel elle avait déjà obtenu, l'année précédente, une médaille d'or à la première exposition internationale des arts appliqués à Berlin. (Cette œuvre imposante se trouve maintenant dans une collection privée à Milan). En décembre 1938 elle expose à nouveau à la galerie Tamás à Budapest avec Lajos Erdös et Istvan Pekary et en 1942, dans la même galerie, une nouvelle exposition rassemble ses créations dont une «Adoration des mages» particulièrement appréciée.
En 1945, son activité créatrice est gravement entravée par l'inflation et le manque de matières premières et lorsqu'elle dit à un journaliste qu'elle se lancera dans la création lorsqu'elle aura du bois pour chauffer son four, elle résume bien la situation. Enfin cela ne l'empêche pas d'organiser, la même année, une exposition dans son atelier.
Les représentations, type portrait sont très rares dans son œuvre mais elle réalise celui de sa mère en 1948 qu'elle refera en bronze en 1951. «Dans  cette œuvre l'artiste représente la femme qui a non seulement donné sa vie, mais qui est restée également sa fidèle compagne utile dans toutes les vicissitudes de sa carrière» écrit Madame Ilona Pataky-Brestyánszky. Et la même année la Deuxième République lui décerne le Prix Kossuth. Après la guerre, ce sont les années les plus heureuses de sa vie parce que la fin des hostilités, la reconstruction et la restructuration du pays entraînent d'importantes commandes pour les bâtiments publics. En 1953 elle rassemble 165 œuvres pour une exposition de ses plus petites créations à des poêles de deux mètres de hauteur au Salon national et reçoit, toujours en 1953, le Prix d'artiste méritant de la République populaire de Hongrie (hu). Elle continue à recevoir distinctions et récompenses : à Bruxelles le grand prix de l'Exposition universelle de 1958 et en 1959 le Prix de Hongrie pour les artistes exceptionnels. En 1959, elle expose à l'Institut hongrois à Rome et à l'exposition  internationale de céramique d'Ostende. Trois ans après, lors de l'exposition  internationale de céramique à Prague, elle obtient une médaille d'argent et la même année, 1962, une exposition rétrospective au Musée Ernst obtient un tel succès qu'elle est prolongée de deux semaines pourtant aucune commande ne lui parvient. Ce ralentissement n'a pas l'air de la gêner car elle déclare en 1966 : «Je ne me plains pas; il est parfois bon d'avoir une période sans contrat où l'on peut laisser son imagination vagabonder et se sentir libre de faire ce que l'on veut : frises, figurines ou divers ustensiles. Pendant ce genre de période, on se détend et en même temps on se prépare pour de nouveaux projets, et on atteint le point où il n'y a aucun risque de se répéter dans sa prochaine œuvre».
Alors qu'elle a 68 ans, la plupart de œuvres, réalisées depuis 1960, sont présentées à la Galerie d'art de Budapest en 1970. Elle continue à travailler sans relâche et peu avant sa mort elle confesse :«L'argile est mon pain quotidien, ma joie et mon chagrin. Au premier toucher, elle est devenue partie intégrante de ma vie. Et depuis, ce matériau qui traverse mon sang m'élève dans un tourbillon de joie soit me plonge parfois dans la vallée du désespoir».
En 1971, elle expose à Györ, ville dont elle est citoyenne d'honneur.
Cette histoire d'amour entre Margit Kovács et son travail prend fin le 4 juin 1977 à Budapest.
Elle repose désormais au Cimetière de Farkasrét.

## Œuvres
Ce choix arbitraire de travaux pris dans la sélection des 447 œuvres citées et souvent commentées par Madame Ilona Pataky-Brestyanszky, très incomplet, permet de se rendre compte des thèmes abordés (religion, folklore, histoire, animaux,...), de la fonction de ses productions (décoration, commémoration, religion, utilitaire,...), de la variété des supports au service de son expression (statuettes, niches, hauts et bas-reliefs, plats, pots, bougeoirs, poêles,...), des techniques et des matériaux utilisés selon les périodes de sa vie avec les dates et les lieux où l'on peut rencontrer ses productions.
- 1928 : 
  - Femme agenouillée. Relief en terre cuite modelée à la glaçure. 20 x 30 cm.
  - Terre cuite, tournée, avec glaçure pour : Vase avec cerf - Bougeoir en forme de canard - Bougeoir à trois branches avec deux animaux - Bougeoir à trois figures d'animaux -  Petit Homme tenant un plat de fruits
  - Vase bleu avec figures en relief. Terre cuite, tournée, couverte de glaçure.
- 1929 : 
  - Garçon au tour du potier. Relief en terre cuite, émaillé, avec l'inscription "1929 K.M.". 42 x 52 cm. Musée Margit Kovács (hu), Szentendre.Musée Margit Kovács à Szentendre.

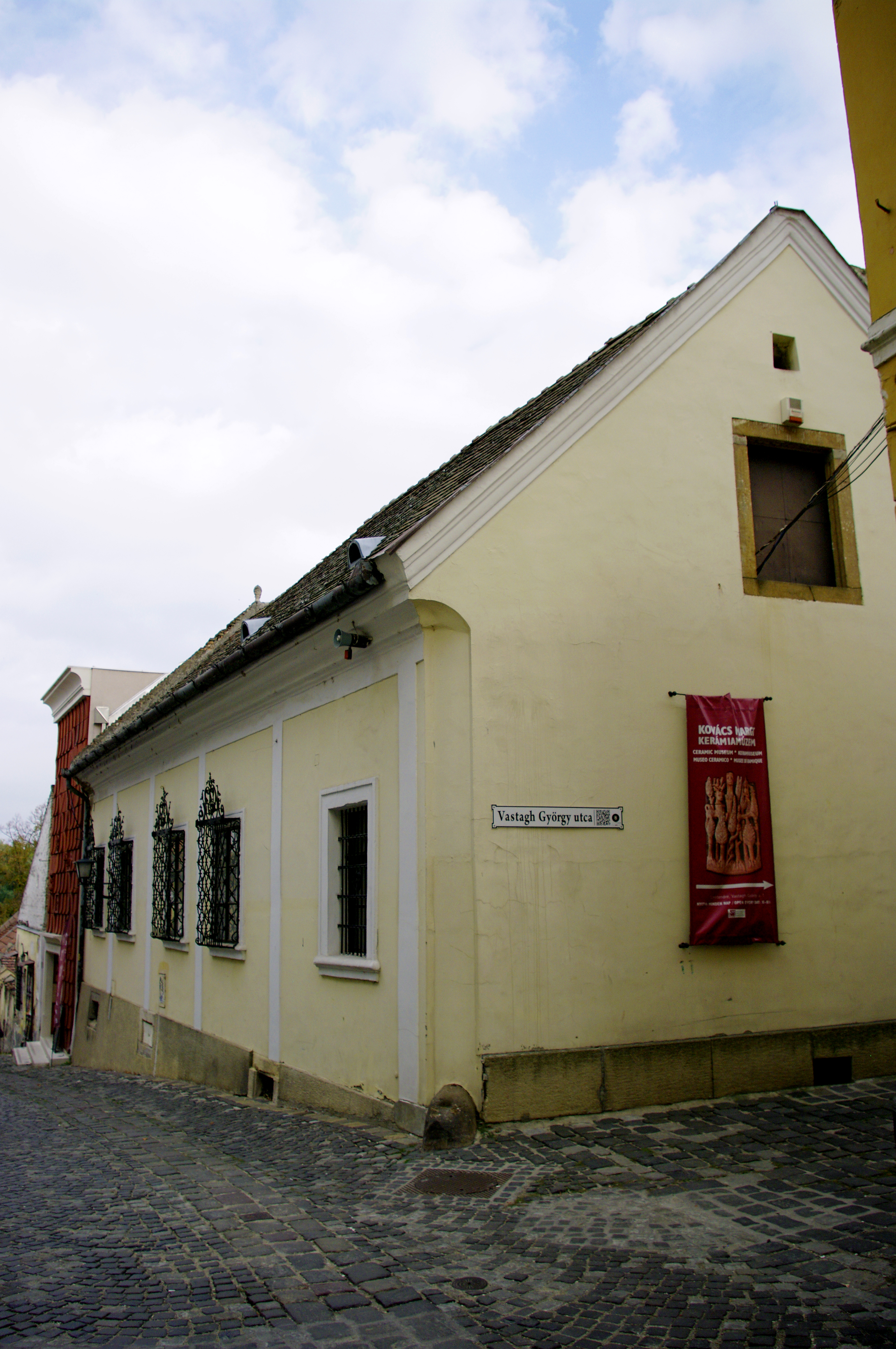
Musée Margit Kovács à Szentendre

  - Paradis. Relief en terre cuite modelé avec glaçure colorée. 41 x 39 cm. Propriété de M.K.
  - Relief en terre cuite, modelé pour : Marie avec deux pleureuses appointées avec l'inscription "Maria". 40 x 25 cm - Caïn et Abel. 36 x 25 cm - Le Rêve de Jacob avec l'inscription "Jacob 1929 pomme(?)". 45 x 62 cm.
- 1931 : 
  - Figure féminine avec vase. Terre cuite avec glaçure. 25 cm.
- 1932 : 
  - Jeune Pêcheur. Niche-relief en terre cuite, avec émaux colorés et inscription "1932 Aquam...". 40 x 35 cm. 14 rue Ponty à Budapest.
- 1933 : 
  - Petit garçon en chemise de nuit. Terre cuite, modelée, avec glaçure. 38 cm.
  - Jeune fille tenant une chèvre. Niche-relief en terre cuite, modelée, avec émaux et inscription "Anno Domini 1933". 35 x 45 cm. Propriété de M.K.
- 1933-34 : 
  - Fille aux joues rebondies. Terre de chamotte, modelée. 39 cm. Szentendre.
  - Jeune fille se regardant dans le miroir. Terre cuite, modelée, avec glaçure. 27 cm. Szentendre.
- 1934 : 
  - Jeune Apprenti. Terre cuite, modelée, vieillie. 115 cm. Szentendre.
- Vers 1935 : 
  - Vierge en modestie. Terre cuite, modelée, vieillie. 115 cm. Propriété de M. K.
- 1935 :
  - Mère avec son enfant. Terre cuite, modelée, vieillie. 80 cm. Szentendre.
  - Annonciation I. Relief en terre cuite, gravé, modelé, avec émaux et signé "K. M. 1935". 14 x 15 cm. Szentendre.
  - Saint-Florian. Relief de niche en terre cuite, modelé avec des émaux et l'inscription "K. M. Florian 1935". 40 cm. 16 rue Fürst Sandor à Budapest.
- 1936 : 
  - Flûtiste. Terre cuite, tournée. 41 cm. Szentendre.
  - "Vanitatum Vanitas" Cadre-miroir à deux bougeoirs. Terre cuite, tournée gravée, peinte d'émaux signés "Vanitatum Vanitas 1936 K M". 43 cm. Szentendre.
- 1938 : 
  - Marc et Luc. Peinture murale, clinker, peinte avec des émaux. 90 x 107 cm. Propriété de M.K.
  - La Cène. Peinture murale, terre cuite incrustée dans de la pierre reconstituée, avec peinture engobe, émaux et ornementation gravée. 120 x 87 cm. Szentendre.
  - Annonciation II. Peinture murale, terre cuite incrustée dans la pierre reconstituée, gravée, avec peintures et émaux de terre, signée "1938 K. M.". 56 x 82 cm. Szentendre.
  - Poêle ornemental. Terre cuite, avec gravure et émaux, signée "Anno 1938" (réalisée pour la première exposition nationale des arts appliqués, Berlin, 1938). Dans une collection privée, Milan.
  - Madone quatre-quarts. Terre cuite tournée, avec peinture engobe appliquée et ornementation gravée avec l'inscription "Douce fleur, Sainte Vierge, priez pour nous - K. M.". 36 cm. Szentendre.
  - Grand pichet. Terre cuite, tournée, gravée à la peinture engobe. 70 cm. Szentendre.
  - Jeune fille cueillant des fleurs. Terre cuite, modelée. 21 cm. Szentendre.
- 1938-42 : 
  - Vierge à l'enfant. Terre cuite avec gravure, engobe et peinture sur émail, l'inscription "Maria Jézus K M". 41 x 40 cm. Szentendre.
- 1939 : 
  - Vase à l'archer. Terre cuite, tournée, gravée, avec peinture engobe, signée "K. M." 66 cm. Szentendre.
- 1939-40 : 
  - L'entrée de l'église Saint-Imre (hu) à Györ. Terre cuite, avec peinture engobe, gravée. Györ.
- 1940 :
  - Les Apôtres Pierre et Paul. Relief rond en clinker avec émaux. 40 cm. Szentendre.
- 1941-42 : 
  - Femme au miroir. Terre cuite, modelée, gravée, avec peinture engobe. 45 cm. Propriété de M.K.
- Vers 1942.
  - Saint Pierre. Terre cuite modelée, avec l'inscription "Petrus". 92 cm. Hôtel Duna-Intercontinental, Budapest
  - Ange-colonne. Tourné et modelé, avec l'inscription "Angelus, Sanctus". 91 cm. Szentendre.
- 1942 : 
  - Adoration des mages. Terre cuite murale avec gravure, peinture engobe et émaux, signée "1942 K M".
  - La Belle au Bois Dormant. Peinture murale en terre cuite avec peinture engobe. 125 x 140 cm. Propriété de M. K.
  - Pêche, chasse. Relief plat en terre cuite avec peinture engobe et émaux, et avec l'inscription "Poisson - gibier (traduction) K M 1942". 80 x 115 cm. Dans le hall du II, 11 rue Bimbo, Budapest.
  - Que Dieu accorde le vin, le blé et la paix. Relief en terre cuite, gravé d'ornements émaillés, signé "1942 K M". 115 x 136 cm. Propriété de M.K.
- 1942-43 : 
  - Petite fille à la poupée II. Terre cuite, modelée, signée "K. M." . 26 cm. Propriété de M. K.
- Vers 1943-44 : 
  - Salomé. Terre cuite, tournée, avec peinture engobe et glaçure. 39 cm. Szentendre.
- Vers 1944 : 
  - Deux pleureuses. Modelé, terre cuite avec gravure et peinture engobe. 50 cm. Szentendre.
- 1944 : 
  - Saint Michel, une niche en relief. Terre cuite, tournée, modelée, avec peinture engobe, émaillée ; l'inscription se lit "Paradisi Michael prepositus". 32 cm. Propriété de M.K.
- 1944-45 : 
  - Homme à l'agneau. Terre cuite modelée à décor gravé. 32 cm. Szentendre.
- Vers 1946 :
  - 1er mai, détail d'une peinture murale. Terre cuite avec émaux. 102 x 115 cm. Ministère de l'éducation, Budapest
- 1947 : 
  - Petite Fille buvant. Terre cuite, modelée, signée "K. M." 25 cm. Propriété de M.K.
  - La Prise Admirable. Terre cuite, tournée et modelée, avec l'inscription : "Piscatus admirabilis 1947 - K M". 40 cm. Szentendre.
- 1947-48 : 
  - Thérèse. Terre cuite, tournée, gravée à la peinture engobe. 43 cm. Propriété de M.K.
  - Norn. Peinture murale, peinte et émaillée, signée "K M". 30 x 50 cm. Propriété de M.K.
- 1948 : 
  - Saint Luc. Terre cuite, murale, émaillée et inscrite "Lukacs - Anno Domini 1948". 20 x 30 cm. Szentendre.
  - Terre cuite avec peinture engobe et glaçure, signée "K M". pour Corpus. 120 cm. Szentendre - Maman nourrice. 80 cm. Szentendre.
  - Terre cuite, modelée pour : Fouineuses. 32cm. Szentendre - Petite Fille. 20 cm. Propriété de M.K. - Ma Mère. 30 cm. Szentendre.
  - Terre cuite tournée, avec peinture engobe et glaçure pour : Proposition. 53 cm. Szentendre - Fille aux yeux chinois. 25 cm. Szentendre.
  - Jeune fille au lys et à l'agneau. Terre cuite, gravée et peinte avec des émaux signés "A toi K M". 30 x 62 cm. Propriété de M.K.
- 1948-49 :
  - "Fluctuat nec mergitur". Cruche. Terre cuite, tournée, avec peinture engobe et glaçure. 23 cm. Szentendre.
- 1949 : 
  - Dame. Terre cuite, modelée, avec peinture engobe et glaçure. 56 cm. Szentendre.
  - Dame enfilant son gant. Terre cuite, tournée, gravée à la peinture engobe et glaçure. 50 cm. Szentendre.
  - Plat au lézard. Terre cuite, tournée, avec glaçure. 58 cm. Szentendre.
- 1949-50 :
  - Taureau. Terre cuite, modelée, avec peinture engobe et émaux, ornementation gravée. 44 cm. Szentendre.
- 1950 : 
  - Terre cuite, modelée pour : Enfants au spectacle de marionnettes. "K. M. 1950". 27 cm. Propriété de M.K. - Petite fille regardant fixement. 19 cm. Propriété de M.K.
  - Carte de la Hongrie. Carreaux de Mettlach, peints avec des émaux et inscrits "Salve Hungaria 1950". 800 x 260 cm. Gare de Hegyeshalom.
  - Vendanges. Peinture murale en terre cuite, gravée "1951". 49 x 17,5 cm. Propriété de M.K.
- Vers 1950 :
  - Canard. Terre cuite, tournée avec ornementation gravée. 11 cm. Szentendre.
  - Lion. Terre cuite, tournée, avec peinture engobe. 31 cm. Szentendre.
- 1951 : 
  - Ne suis-je pas jolie. Peinture murale, terre cuite incrustée dans de la pierre artificielle gravée, avec peinture engobe et émaux, inscription "Belle fleur". 80 x 120 cm. Propriété de M.K.
  - Repas au pré. Peinture murale en terre cuite vernissée, avec peinture engobe signée "K M". 70 x 98 cm. Propriété de M.K.
  - Tourner la roue. Peinture murale en terre cuite avec glaçure et engobe. 62 x 80 cm. Szentendre.
  - Relief avec Colombe de la paix. Terre cuite, tournée, modelée, avec glaçure et l'inscription "Vive la vie - Vive la paix". 30 cm. Propriété de M.K.
- 1952 : 
  - Répétition du groupe de danse folklorique. Peinture murale en terre cuite, gravée, avec peinture engobe et émaux et l' inscription « Essayez le groupe  d'enseignement folklorique ». 240 x 240 cm. Budapest. Propriété du ministère hongrois des affaires étrangères, Budapest.
  - Œuf-peintre. Niche-relief en terre cuite, tournée, modelée, avec peinture engobe et émaux. 31 cm. Propriété de Mme L. Biro.
  - Terre cuite tournée, gravée, avec peinture engobe et glaçure, signée "K. M. Peace" pour Couper le pain 1. 107 cm. Propriété de M.K. - Couper le pain 2. 102 cm. Propriété de M.K.
  - .Peinture murale sur carreaux peinte et émaillée signée "K M".pour Retour à la maison 50 x 71 cm. Propriété de M.K. - Cueillette des pommes 120 x 160 cm. Propriété de M.K.
- 1953 : 
  - Habiller la mariée. Terre cuite murale incrustée dans de la pierre artificielle, avec peinture engobe et émaux, avec inscription : "Je vais être une mariée, la plus belle de toutes", signée "K M". 102 x 118 cm. Propriété de M.K.
  - Souffleur de verre. Relief en terre cuite, signé "K M". 70 x 90 cm. Centre Culturel de la Verrerie Parad.
  - Fonderie. Relief en terre cuite avec peinture engobe. 70 x 90 cm. Verrerie Parad.
  - Poêle avec scène de mariage. Terre cuite, peinte avec des émaux. Szentendre.
  - Terre cuite, tournée, avec peinture engobe et glaçure pour On dirait de la pluie 103 cm. Propriété de M.K. - La salle de filage avec l'inscription "Doux est le son des chansons dans la salle de filage". 92 cm. Szentendre. - Album photos de famille. 35 cm. Szentendre.
  - Pigeon. Tourné, peint. 16 cm. Propriété de M.K.
- 1955 : 
  - Mariage. Relief en terre cuite, modelé. 87 x 103 cm. Szentendre.
- 1956 : 
  - Belle du village . Bas-relief en terre cuite, gravé, avec peinture engobe et glaçure, inscrit "K M – Beauté villageoise". 40 x 44 cm. Propriété de M. K.
  - Vendanges médiévales. Peinture murale en terre cuite, gravée, peinte de glacis, signée "K M". 150 x 250 cm. Balatonfüred, caves d'État.
  - Porchère. Tourné, terre cuite, avec gravure, signé "1956". 43 cm. Szentendre.
  - Le Baiser de Judas. Terre chamotte gravée. 49 cm. Szentendre.
- 1957 :
  - Lion rugissant. Terre cuite, tournée, modelée, avec peinture engobe et glaçure, signée "K M". 37 cm. Szentendre.
- 1958 : 
  - Terre de chamotte, modelée, gravée pour Pêcheur signée "K. M.". 48 cm. Propriété de M.K. - Garçon qui dort. 24 cm. Szentendre - Vieux Pêcheur. 44 cm. Szentendre.
  - Pleureuse, tournée. Terre cuite tournée, avec peinture engobe et glaçure, signée "K. M. 1958". 34 cm. Szentendre.
  - Vieux Berger . Argile de chamotte . 35 cm. Szentendre.
  - Terre cuite tournée, avec peinture engobe pour La visite signée "K. M. 1958". 33 cm. Musée hongrois des Arts décoratifs, Budapest - Quel plaisir de vous revoir. 35 cm. Szentendre.
  - Hé, pêcheurs, pêcheurs.... Relief, argile chamotte, modelé. 64 x 100 cm. Propriété de M.K.
- 1959 : 
  - Terre cuite, tournée, avec peinture engobe et glaçure pour Vierge au bébé dans les bras. 70 cm. Italie, propriété privée - Dragon. 32 cm. Szentendre.
  - La Terre mère endormie et les quatre saisons. Relief en terre cuite, avec peinture engobe. 150 x 100 cm. Genève, Organisation météorologique mondiale.
  - A dos de chameau. Terre cuite, tournée, 40 cm. Propriété de M.K.
- 1960 : 
  - Mère avec enfant. Terre cuite, tournée, avec peinture engobe et glaçure. 72 cm. Szentendre.
  - Deuil 1. Argile cuite, tournée, avec peinture engobe. 44 cm. Szentendre.
- 1960-62 : 
  - Rêveur. Terre cuite, tournée, avec peinture engobe. 33 cm. Szentendre.
- 1961 : 
  - En souvenir des choses passées. Peinture murale, en terre cuite, peinte avec des émaux et inscrite "Après le temps perdu " . 150 x 120 cm. Quartier général des donneurs de sang, Budapest.
  - Deux filles sont allées cueillir des fleurs. Relief en terre cuite, gravé, modelé, avec peinture engobe et glaçure, avec inscription "Deux filles sont allées cueillir des fleurs " .114 x 149 cm. Szentendre, et une variante au musée des arts appliqués de Budapest.
  - L'homme et le travail. Relief en terre de chamotte, à moulure saillante ajourée. 800 cm. Turin, centre international du travail.
  - Marché. Relief en terre cuite, modelé, inscrit "Buy apples, buy fish, fishmarket anno 1961" et signé "KM". 89 x 66 cm. Szentendre.
- Vers 1962 :
  - Femme portant un fagot de brindilles. Argile réfractaire, tournée et gravée. 35 cm. Szentendre.
  - Marchande. Terre de chamotte, tournée. 25 cm. Propriété de M.K.
- 1965 :
  - Bosquet païen. Haut-relief en terre de chamotte, avec peinture engobe. 97 x 83 cm. Szentendre.
  - Dans les bois. Relief en terre cuite, modelé, avec peinture engobe et glaçure, signé "KM". 740 x 100 cm. Foyer pour enfants handicapés, Budapest.
  - Rêver - Le Berger et son troupeau. Relief en terre chamotte signé "K. M. Anno 1965". 130 x 95 cm. Szentendre.
  - Plat commémoratif du 40e anniversaire de mariage de Gyula Kaesz (hu) et de sa femme. Niche en relief, tournée, modelée, émaillée avec inscription : "De longues années ont soudé la vie du couple - le destin a ajouté les coups". 54 cm. Szentendre.
- 1966 :
  - Soigner les malades II. Relief en terre cuite, gravé, avec peinture engobe, signé "Anno 1966 - K M". 81 x 94 cm. Szentendre.
  - Enrouler le fil .Argile chamotte, modelée, gravée. 47 cm. Szentendre.
  - Sois sage!. Niche-relief en terre cuite, modelée avec glaçure. 36 x 50 cm. Propriété de M.K.
- 1966-67 :
  - Centaure.Argile chamotte, tournée et gravée. 42 cm. Propriété de M.K.
- 1967 :
  - David. Argile réfractaire mélangée à de l'argile ; inscription gravée "David". 60 cm. Szentendre.
  - Ange guettant un secret. Relief, en terre cuite, modelé, avec peinture à l'engobe et glaçure, avec inscription : "Ange secret (traduction)". 85 x 100 cm. Szentendre.
  - Expulsion du paradis. Relief en terre cuite avec peinture engobe, signé "KM 1967" - Mon Dieu". 120 x 106 cm. Szentendre.
  - Ulysse. Terre de chamotte, modelée, avec peinture à l'engobe, gravée "K. M. 1967". 60 cm. Szentendre.
  - Méchantes vieilles femmes. Terre de chamotte, peinture engobe et inscription gravée "1967". 30 x 50 cm. Szentendre.
- 1968 :
  - Vendeur de marrons chauds. Terre de chamotte, gravée. 60 cm. Pécs, Musée Janus Pannonius (hu).
  - Terre réfractaire, tournée et modelée. 57 x 45 cm. Szentendre pour Vigile et Naissance.
  - Argile réfractaire, tournée et gravée, avec peinture engobe. 44 cm. Szentendre pour Mariage et Décès.
  - Pêcheurs. Terre de chamotte, tournée et gravée, signée "K. M." 48 cm. Szentendre.
  - Bergers. Terre cuite tournée, avec peinture et gravure engobe, signée "K. M.". 101 cm. Szentendre.
  - Mère et fille. Terre réfractaire tournée et gravée. 43 cm. Szentendre.
  - Terre cuite, tournée, avec peinture engobe pour Femmes de pêcheurs. 40 x 50 cm. Szentendre - Le monde est beau. 100 cm. Propriété de M.K.
  - Annonciation III. Terre cuite, tournée, avec inscription "Gloria Maria K. M.". 81 x 70 cm. Szentendre.
  - Hommage à Szentendre. Terre de chamotte, peinture engobe avec inscription "Szentendre, ravissante petite ville K. M.". 93 cm. Szentendre.
  - La Patronne des bulbes. Terre chamotte, tournée, signée 1968 K. M." 88 cm. Szentendre.
- 1968- 69 :
  - Sirènes. Terre de chamotte, tournée, avec peinture à l'engobe, signée "K. M.". 72 cm. Szentendre.
- Vers 1968-70 :
  - Le Clairon. Terre cuite, tournée, gravée. 91 cm. Szentendre.
  - Noé et sa femme. Niche-relief en terre chamotte avec peinture engobe, signé "Noé, sa femme Ararat, K M". 42 x 45 cm. Szentendre.
  - Le Père, le fils et l'âne. Niche-relief en terre cuite, modelée tournée, émaillée. 54 cm. Szentendre.
- 1969 :
  - Théâtre. Terre cuite, tournée, à décor d'engobe, inscrite "1969 K. M.". 80 cm. Szentendre.
  - Magie nocturne de la forêt. Relief en terre réfractaire, modelé, avec peinture à l'engobe. 83 x 126 cm. Szentendre.
  - La Danse de Salomé. Relief en terre de chamotte, avec peinture à l'engobe, émaillé, signé "1969". 139 x 98 cm. Propriété de M.K.
  - Fiançailles royales". Tourné, en terre réfractaire, avec peinture engobe, mosaïque et ornement gravé signé "1969 K. M.". 80 cm. Szentendre.
- 1969-70 :
  - Les vieux se régalent en silence. Relief en terre cuite, modelé, peinture engobe, avec inscription "Une fête silencieuse pour personnes âgées (traduction), K M". 106 x 150 cm. Szentendre.
  - Cantate profane. Bas-relief, terre de chamotte, modelé, avec peinture engobe, signé "K M". 77 x142 cm. Szentendre.
- 1970 :
  - Philémon et Baucis. Terre cuite, tournée, avec peinture engobe, 70 cm. Szentendre.
  - Affinité. Relief, argile de chamotte. 73 cm. Szentendre.
  - Oraison funèbre. Terre réfractaire mélangée à de l'argile, tournée, gravée, avec l'inscription "Voyez mes Frères...". 141 cm. Szentendre.
  - Le Dieu et la méchante fée. Terre cuite tournée, avec peinture engobe et inscription "La bonne fée, la méchante fée 1970". 110 cm. Szentendre.
  - Mendiante aux yeux bleus myosotis. Terre cuite, tournée, peinture engobe noir et blanc. 38 cm. Szentendre.
- 1972 :
  - Terre cuite, tournée, avec peinture engobe pour Madone assise. 105 cm. Moi, 18 rue Tarnok ? Budapest - Madonna Gothique signée "1972 K. M.". 107 cm. Szentendre.
  - Oh Venise !. Terre de chamotte avec peinture et gravure engobe, inscription "Oh Venise 1972. K. M.". 110 cm. Szentendre.
- 1973 :
  - Dimanche. Terre cuite, tournée, avec peinture engobe, inscrite Vasarnap K. M.". 65 cm. Szentendre.

- Un chemin de croix pour l'église catholique romaine Saint Ladislas à Hollóháza a été sa dernière œuvre.

- Œuvres disparues : (1937) Dentelle-Oiseau. Relief en terre cuite, gravé, avec des peintures et émaux de terre et l'inscription "K. M. - Les tourterelles ne boiront pas une eau claire - Si leurs véritables aides s'envolent (traduction). 35 x 33 cm - (1937) L'Histoire du service postal. Peinture murale en terre cuite avec émaux et inscription "K. M. Anno Domini 1937". Anciennement au 14 rue Cházar, Budapest - (1937) Respectons les femmes. Peinture murale en terre cuite, avec glaçure - (1937) Budapest, la reine du Danube. Peinture murale, clinker, avec émaux colorés. 600 x 400 cm. Vestige à IBUSZ, V, Roosevelt tér 5, Budapest - (1942) Bethléem. Terre cuite, tournée.

N. B. :
- Les œuvres marquées dans les légendes propriété de" M. K." sont légués depuis sa mort à l'Etat et à ses héritiers.
- Le terme « glaçure » est parfois remplacé par « émaillé ».
- Le terme figure signifie souvent personnage.

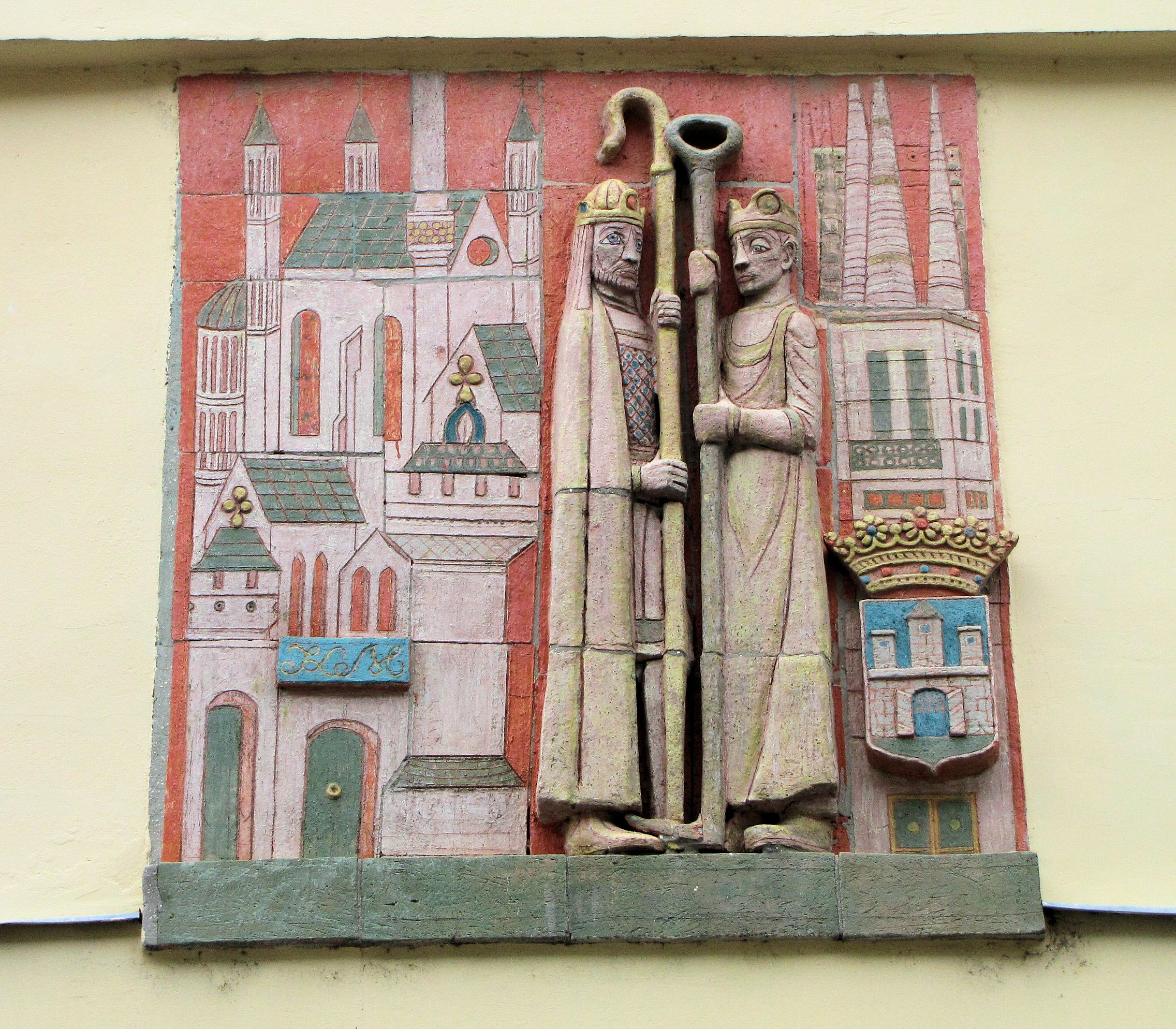
relief en céramique, rue Vármegye à Székesfehérvár
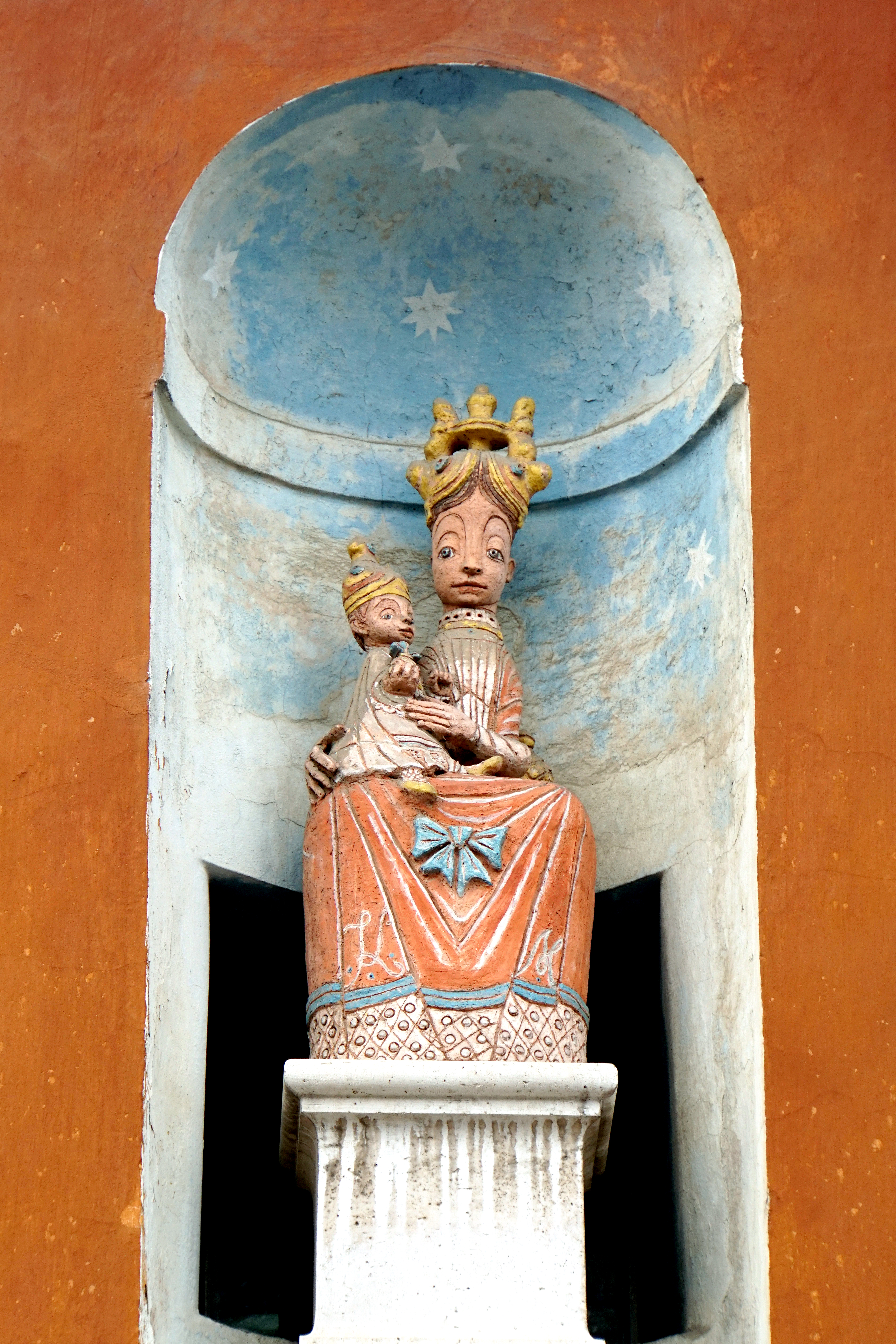
Madone à l'enfant. Immeuble résidentiel, 1 rue Anna, 18 rue Tárnok à Budapest
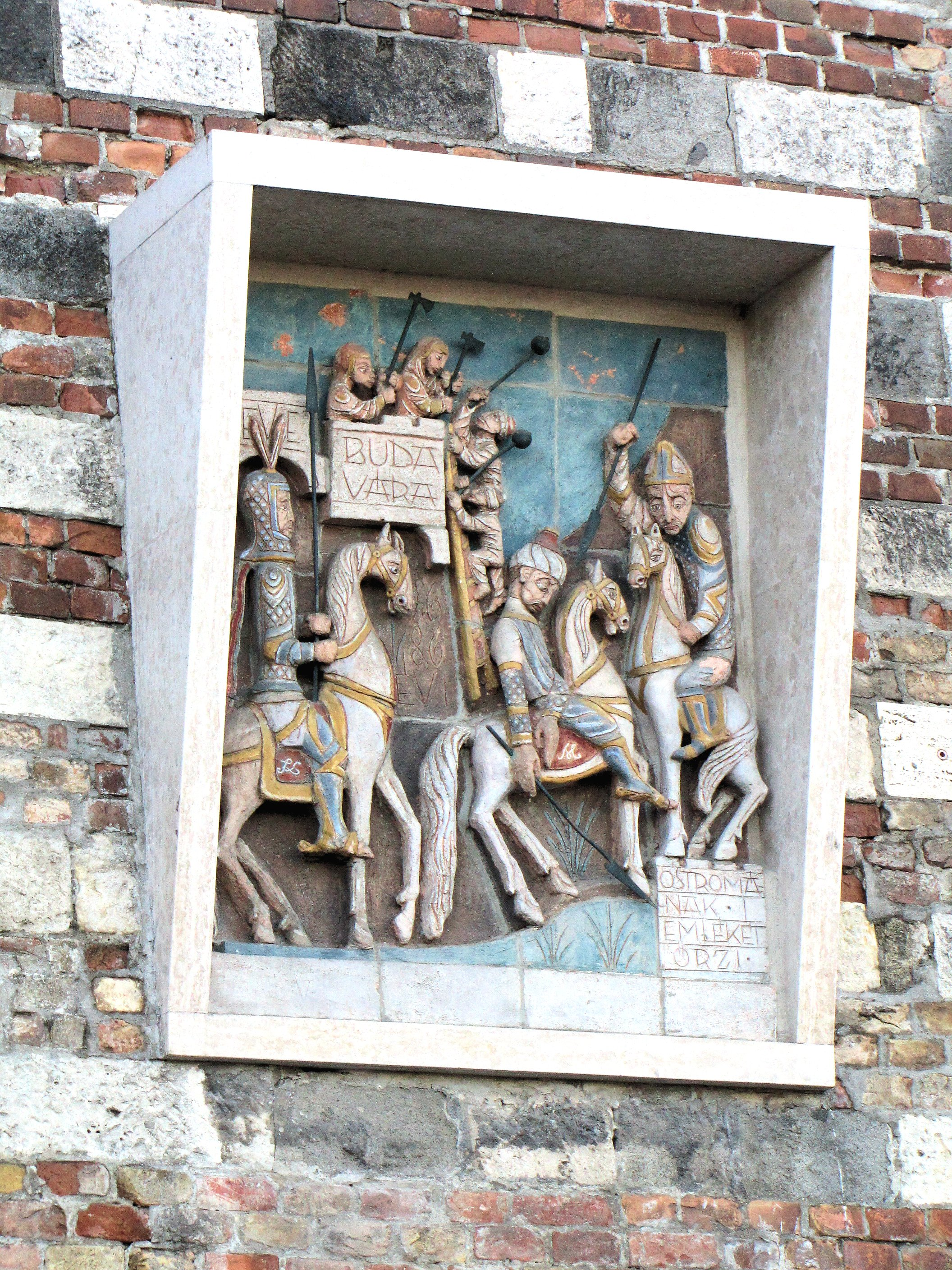
Siège du château de Buda. Panneau de céramique à la porte de Vienne du château de Buda à Budapest
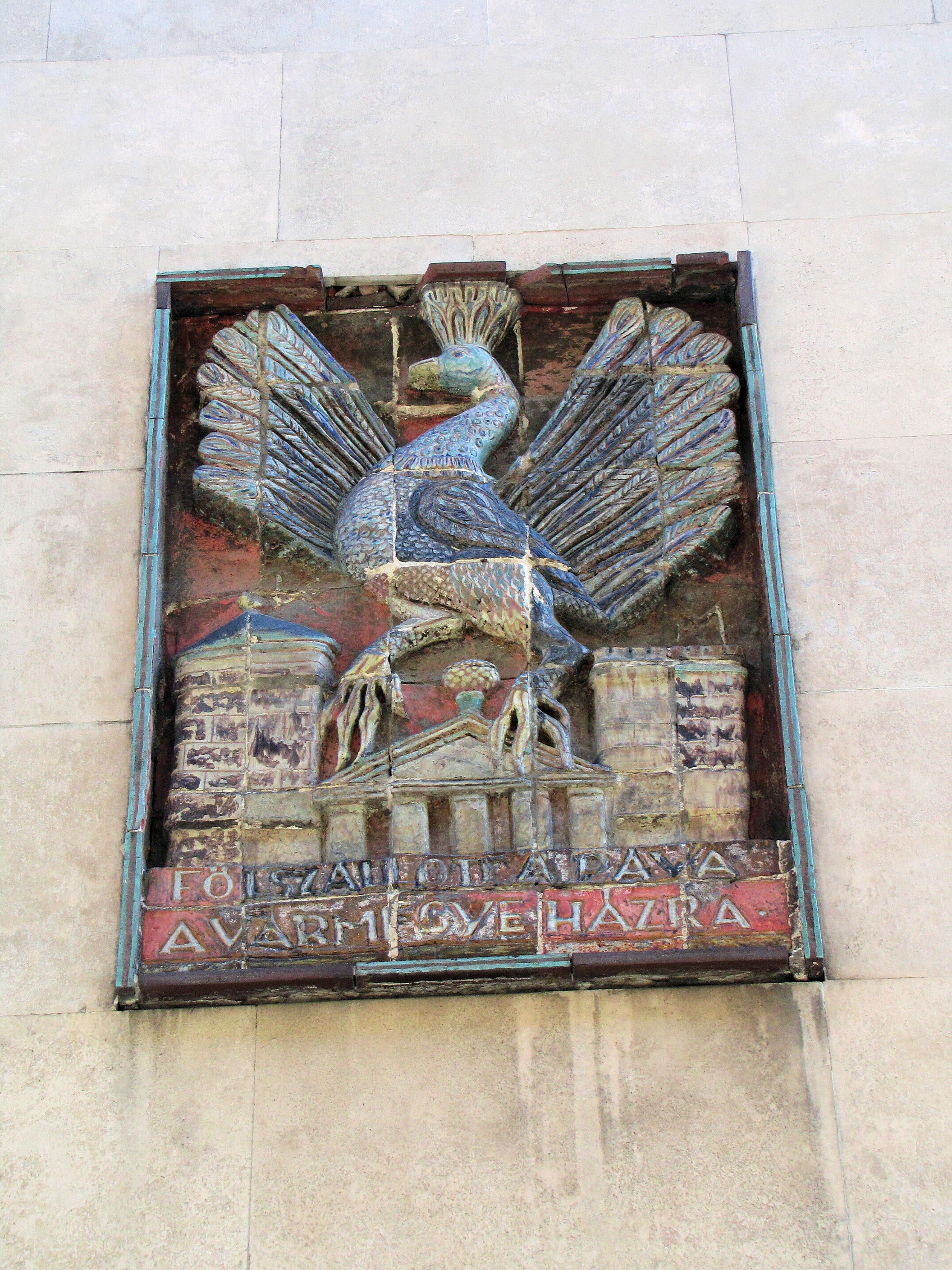
Plaque en céramique dans la rue Vármegye à Budapest
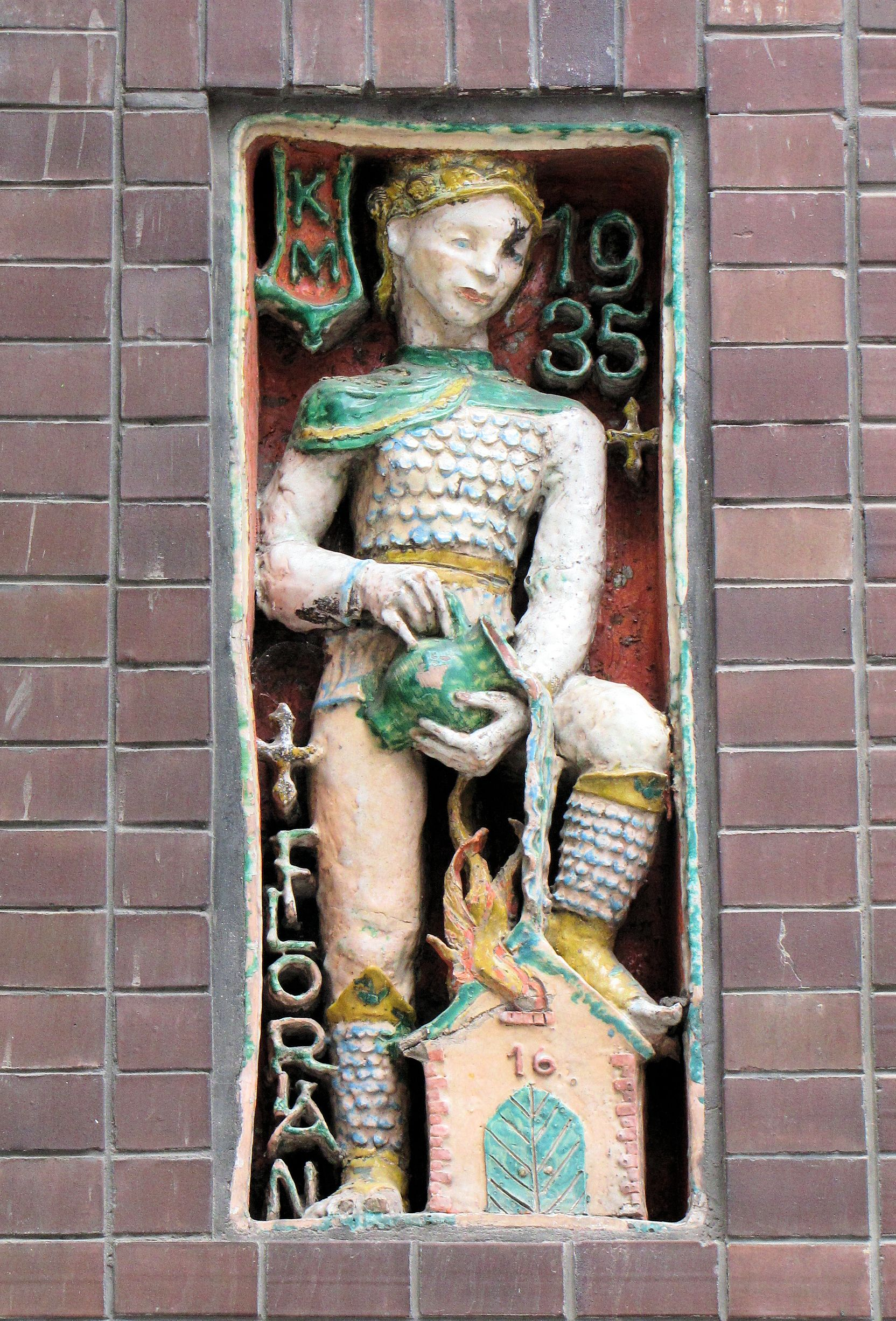
Bas-relief en céramique. 16 rue Hollán Ernö à Budapest
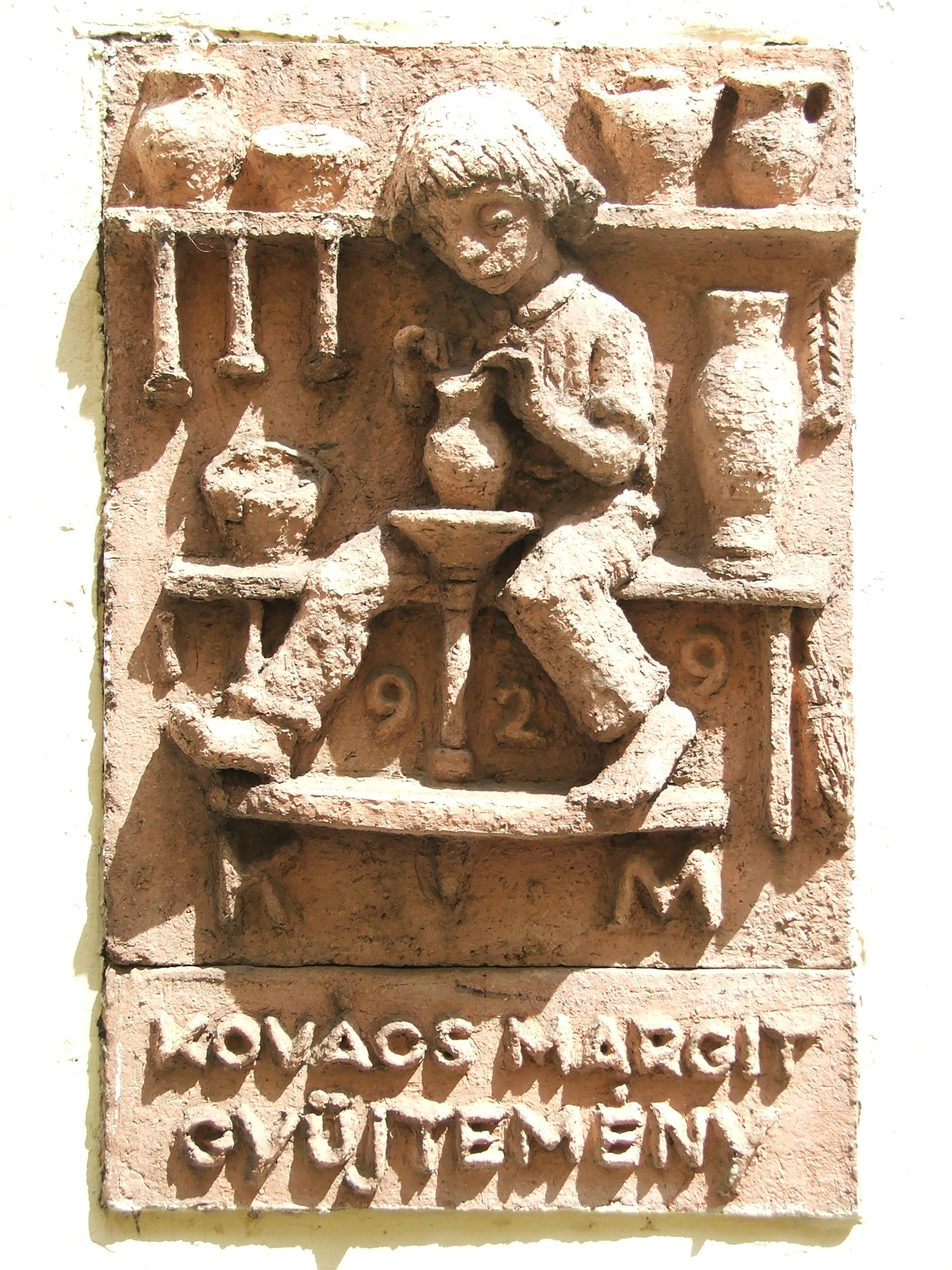
Garçon au tour du potier. Relief en terre cuite, émaillé, avec l'inscription "1929 K.M.". 42 x 52 cm. Musée Margit Kovács à Szentendre.
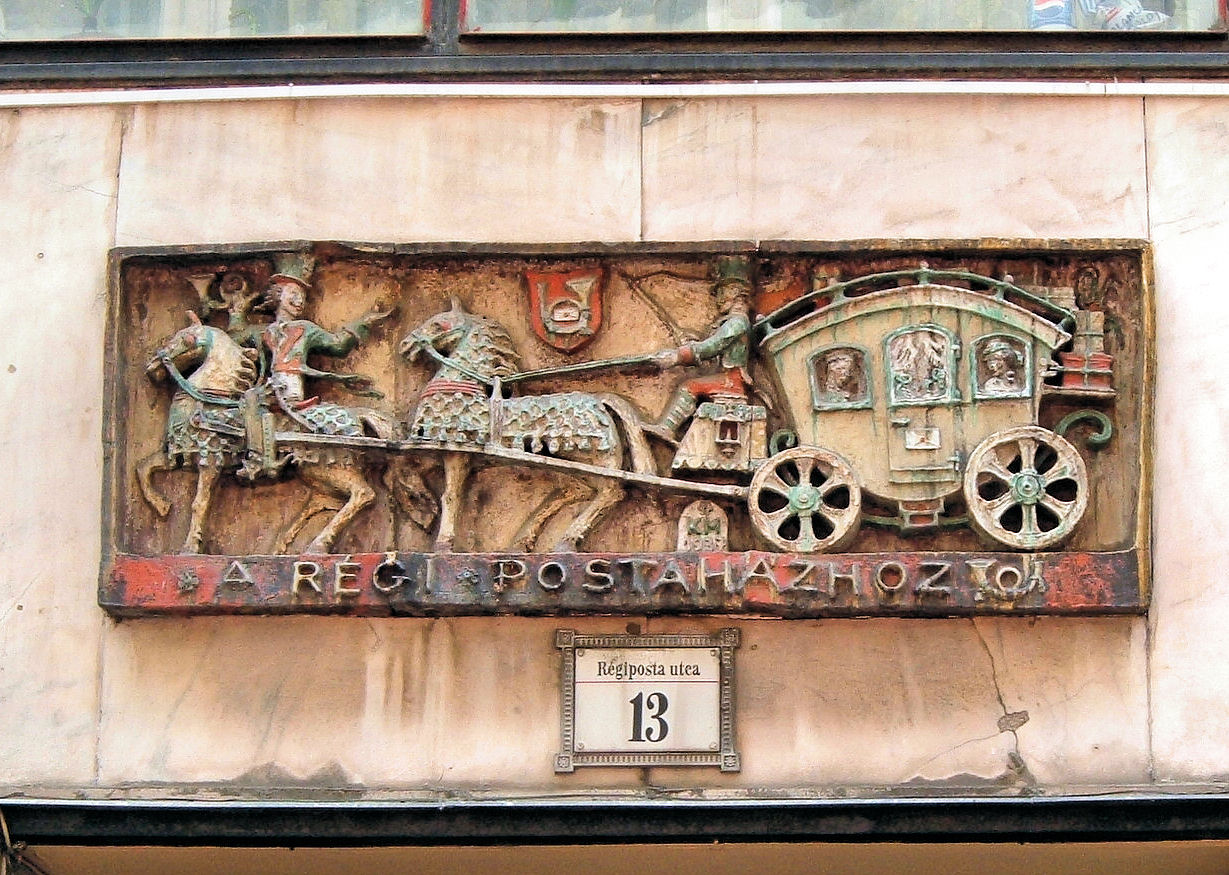
Céramique sur l'mmeuble de l'ancienne poste, 13 rue Regiposta à Budapest
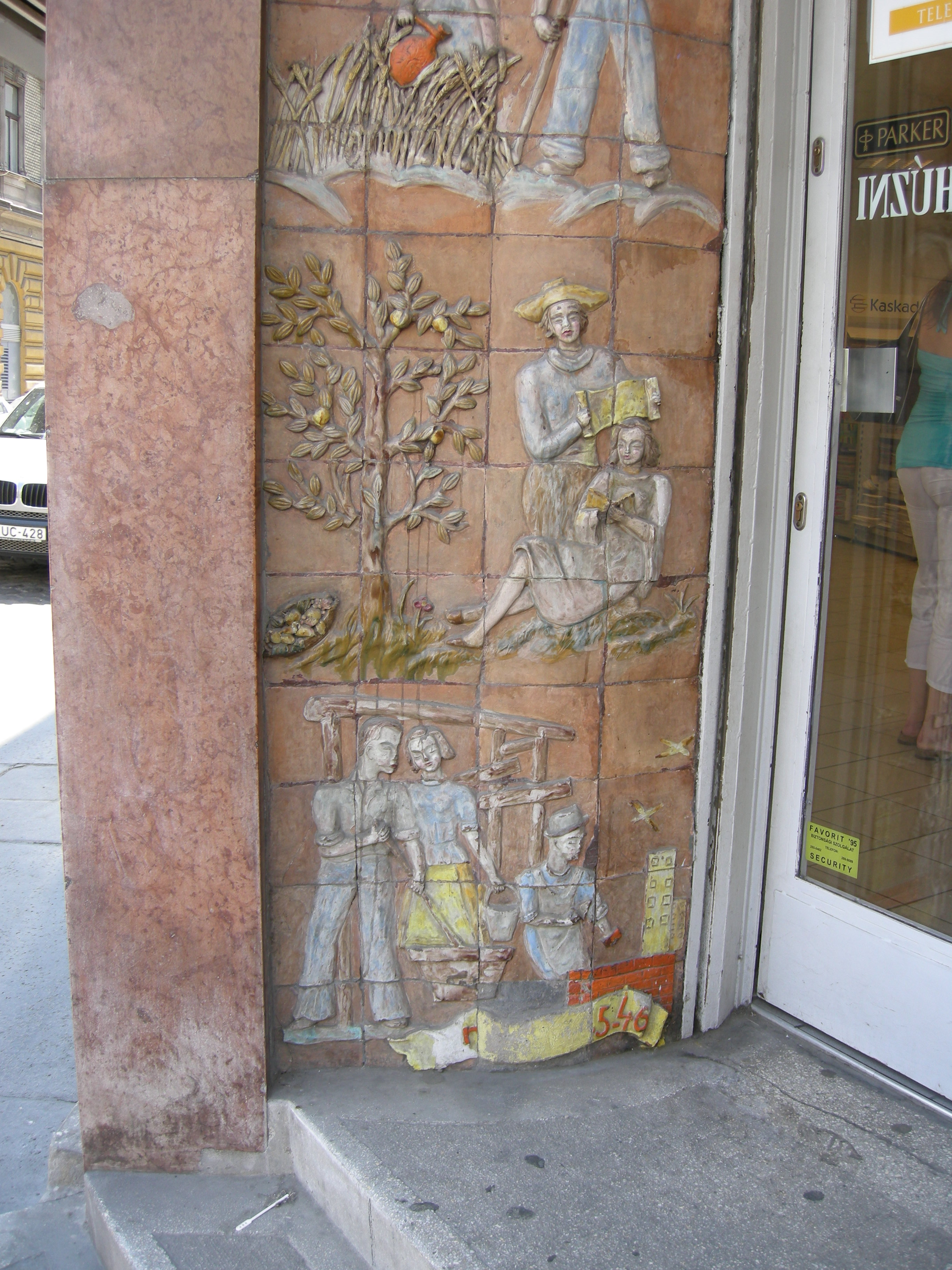
Bas-relief à l'entrée d'une papeterie, 21 boulevard Saint-István, Budapest